# 奥格尔斯豪森
奥格尔斯豪森是德国巴登-符腾堡州的一个市镇。总面积13.12平方公里，总人口896人，其中男性446人，女性450人（2011年12月31日），人口密度68人/平方公里。